# ديفين براون
ديفين براون (بالإنجليزية: Devin Brown)‏ مواليد 30 ديسمبر 1978 في سالت ليك، هو لاعب كرة سلة أمريكي بدأ مسيرته الاحترافية في سنة 2002 ويحمل الرقم 23 و14 و33 و32. يبلغ طوله 6 قدم 5 بوصة (2.0 م). اعتزل اللعب في 2012.

## روابط خارجية
- ديفين براون على موقع إن بي أي (الإنجليزية)
- ديفين براون على موقع سبورتس رفرنس (الإنجليزية)
- ديفين براون على موقع كرة السلة الأوروبية.كوم (الإنجليزية)
- ديفين براون على موقع كلية كرة السلة في سبورتس رفرنس.كوم (الإنجليزية)
- ديفين براون على موقع ريلجم (الإنجليزية)
- ديفين براون على موقع بروبوليرز (الإنجليزية)
- ديفين براون على موقع سبورتس رفرنس (الإنجليزية)